# Jalalabad (Afghanistan)
Jalalabad (in persiano جلال آباد‎, Ǧalāl Ābād) è una città dell'Afghanistan orientale, capoluogo della provincia di Nangarhar. La città sorge alla confluenza dei fiumi Kabul e Kunar.